# Legno (album)
Legno è il primo album solista di Egle Sommacal, pubblicato nel 2007 dalla Unhip Records.
Il disco è interamente strumentale, ed è stato registrato a casa del chitarrista Bellunese da Bruno Germano dei Settlefish. Ciascun pezzo è stato composto e suonato da Sommacal con la chitarra acustica e registrato in una sola sessione, senza utilizzare alcun tipo di sovraincisione.
Le otto tracce, suonate con la tecnica del fingerpicking spaziano dal blues al folk, con qualche rimando al post-rock dei suoi precedenti gruppi, Massimo Volume e Ulan Bator

## Tracce
1. Gli avamposti sono minati
2. Lo spirito dietro al palo
3. Io, te e il tuo cellulare
4. Sabbia
5. Nemici
6. Cancellato
7. Alla fine della fila
8. Club del cuore fossile